# Phaeostigma divinum
Phaeostigma divinum là một loài côn trùng trong họ Raphidiidae thuộc bộ Raphidioptera. Loài này được H. Aspöck & U. Aspöck miêu tả năm 1964.

## Phân loài
- P. d. simillimum
- P. d. retsinatum
- P. d. divinum